# Nicolas Caron
Pour les articles homonymes, voir Caron.
Antoine-Nicolas Caron, né à Amiens le 30 novembre 1719 et mort à Paris en 1768, est un dessinateur et graveur sur bois français, connu pour ses vignettes et ornements de style baroque. 

## Biographie
Graveur au parcours atypique, inventeur à ses heures, Nicolas Caron est le fils de l'imprimeur picard Charles Caron et d'Anne Héron, fille d'un notaire de Beauvais. 
Caron est dit l'élève du graveur Jean-Michel Papillon, lequel en dressera plus tard l'éloge dans son fameux Traité ; or, d'autres sources le font naître en 1700, ce qui en ferait le quasi-contemporain de Papillon, ce qui semble bien improbable. Il fut chargé, entre autres, d'orner de vignettes la Gazette de France.
En 1744, il publie un petit Dictionnaire héraldique où il donne l'explication de tous les éléments qui entrent dans la composition du blason. Versé dans la géométrie et les sciences mécaniques, il commet trois petits essais publiés en 1758-1759 et propose à l'Académie des sciences un prototype de balance à peser  et un autre, d'ailes horizontales de moulin à vent, à la suite de quoi il devient membre de la Société littéraire-militaire de Besançon.
Après un homicide accidentel commis lors d'une partie de chasse, il est emprisonné entre 1759 et 1765 à la Conciergerie pour défaut de dommages et intérêts. L'année de sa libération, il communique au Mercure de France un article proposant une méthode simple de résolution du calcul des multiples du triangle-rectangle.
En 1768, il correspond avec l'Académie des sciences de Berlin.

## Essais
- Méthode géométrique pour diviser le cercle en un nombre quelconque de parties égales, Paris, impr. de H.-L. Guérin et L.-F. Delatour, 1758, In-8°, 16 pages et planches.
- Tables pour faciliter l’extraction des racines, avec une méthode pour trouver par approximation celles des quarrés et des cubes imparfaits, sans recourir aux fractions décimales, Paris, impr. de H.-L. Guérin et L.-F. Delatour, 1758, In-8°, 14 pages.
- La Duplication du cube, ou l’invention des deux moyennes proportionnelles continues, Paris, impr. de H.-L. Guérin et L.-F. Delatour, 1759.